# キュリロスとメトディウス

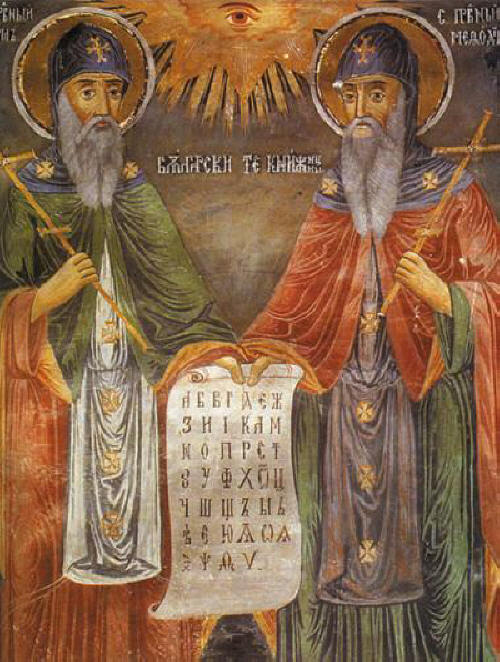
キリルとメトディウス、ブルガリアのトロヤン修道院の壁画。

キュリロスとメトディウス（Saints_Cyril_and_Methodius）は、9世紀にスラブ地方でキリスト教の布教を行った神学者の兄弟である。
- キュリロス - 弟。グラゴール文字の考案でも知られる。
- メトディオス - 兄。